# Kappelkinger
Kappelkinger település Franciaországban, Moselle megyében. Lakosainak száma 421 fő (2022. január 1.). Kappelkinger Le Val-de-Guéblange, Hazembourg, Hilsprich, Insming, Nelling, Petit-Tenquin és Vittersbourg községekkel határos.

## Népesség
A település népességének változása:
| Lakosok száma | 442  | 403  | 388  | 391  | 408  | 404  | 398  | 404  | 407  | 421  |
|               | 1968 | 1982 | 1990 | 2006 | 2013 | 2015 | 2017 | 2019 | 2020 | 2022 |